# N
N, n er det 14. bogstav i den danske version af det latinske alfabet. Det tilhører gruppen vi kalder konsonanter.

## Andre betydninger
Tegnet N har mange betydninger:
1. Kemisk tegn for kvælstof.
2. N-batterier – en typebetegnelse for batterier.
3. Forkortelse for nord.
4. VIN-kode for modelår 1992.
5. N er ved valg til Europaparlamentet partibogstavet for Folkebevægelsen mod EU.
6. n er forkortelse for præfikset nano.
7. N er i fysikken en forkortelse for SI-kraftenheden newton
8. N betegner i statistik størrelsen på en stikprøve.
9. N er det internationale kendingsmærke for køretøjer fra Norge
10. N Nürnberg, Nummerplade